# Powiat Twardoszyn
Powiat Twardoszyn (okres Tvrdošín) – słowacka jednostka podziału administracyjnego znajdująca się w kraju żylińskim. Powiat Twardoszyn znajduje się na terenie krainy historycznej Orawy. Miasta: powiatowy Twardoszyn i Trzciana.

## Demografia
Narodowości:
- Słowacy 98,9%

Religie:
- katolicy 95,0%
- luteranie 0,7%